# Drutten i skolan
Drutten i skolan (ryska: Чебурашка идёт в школу, Tjeburasjka idjot v sjkolu) är en sovjetisk dockanimerad kortfilm regisserad av Roman Katjanov baserad på boken "Tjeburasjka idjot v sjkolu" av Eduard Uspenskij och släpptes av filmstudion Sojuzmultfilm 1983. Filmen är en uppföljare till Shapp och Klack (1974) och den sista dockfilmen om Drutten och Gena. Filmen hade premiär den 31 augusti 1983.
År 2012 såldes dockorna som användes för att spela in filmen på auktionshuset Sovkom för 2 miljoner rubel.

## Handling
Den 31 augusti återvänder krokodilen Gena hem med flyget, men på flygplatsen möter inte Drutten upp honom. Gena tar sig hem på egen hand och på vägen sätter Shappoklack upp en skylt på hissen i hans hus och på dörren till hans lägenhet med texten "Nymålat" ("Renoveras" i original). Det visar sig att Drutten, efter att ha fått telegrammet om Genas hemkomst, inte kunnat läsa det. Gena ser idag är sista dagen på sommarlovet i sin kalender och berättar för Drutten att skolan börjar nästa dag.
Vännerna går för att köpa en skoluniform till Drutten men det finns ingen i hans storlek. Shappoklack som hör detta vill också går i skolan och köper en skoluniform.
Väl där visar det sig att skolan är stängd för ommålning (reparation i originalet) som av någon anledning har blivit klart tills skolstarten. Shappoklack anmäler sig frivillig för att lösa problemet. När hon kommer in i skolan skrämmer hennes råtta Lariska två arbetare som spelar domino istället för att måla om. Shappoklack tillrättavisar dem för deras beteende och tvingar dem att fortsätta sitt arbete. Efter att rektorn berättar om bristen på lärare, erbjuder sig Gena att börja som lärare i naturvetenskap och Shappoklack anmäler sig att till att bli träslöjdslärarinna eller trafiklärarinna.

## Rollista
- Vasilij Livanov — krokodilen Gena
- Klara Rumjanova — Drutten / flickan Vera
- Jurij Andrejev — Shappoklack / chaufför
- Georgij Burkov — säljare av skoluniform
- Alexander Lenkov — direktör/flygplatsportier (okrediterad)

## Filmteam
- Manusförfattare — Eduard Uspenskij, Roman Katjanov
- Regissör — Roman Katjanov
- Scenograf — Olga Bogoljubova, Leonid Sjvartsman
- Fotograf — Teodor Bunimovitj, Vladimir Sidorov
- Kompositör — Vladimir Sjainskij
- Ljudtekniker — Boris Filtjikov
- Klipparer — Galina Filatova
- Redaktör — Natalja Abramova
- Animatör — Irina Sobinova-Kassil, Natalia Timofejeva, Natalia Dabizja, Michail Pisman
- Dockor och rekvisita — Oleg Masainov, Pavel Gusev, Sergej Galkin, Natalja Barkovskaja, Alexander Beljajev, Michail Koltunov, Valentin Ladygin, Vladimir Maslov, Ljudmila Ruban, Alexander Maksimov, Svetlana Znamenskaja, Semjon Etlis, Vladimir Abbakumov, Nina Moleva, Viktor Grisjin, Marina Tjesnokova, Valerij Petrov, Natalia Grinberg
- Producent — Grigorij Chmara

## Utgivning
Filmen gavs ut i Sverige 2005 på DVD av Pan Vision tillsammans med Krokodilen Gena, Drutten, och Shapp och Klack under titeln Originalserien med Drutten & Krokodilen.